# Розвадівська сільська рада
| Розвадівська сільська рада — колишній орган місцевого самоврядування у Миколаївському районі Львівської області з центром у с. Розвадів. Історична дата утворення: в 1939 році. Водоймища на території, підпорядкованій даній раді: річка Дністер. Сільраді були підпорядковані населені пункти: - с. Розвадів |

## Склад ради
- Сільський голова: Лукомський Ярослав Степанович
- Секретар сільської ради:
- Загальний склад ради: 20 депутатів

### Керівний склад ради
| ПІБ                           | Основні відомості                                                 | Дата обрання | Дата звільнення |
| ----------------------------- | ----------------------------------------------------------------- | ------------ | --------------- |
| Лукомський Ярослав Степанович | Сільський голова, 1964 року народження, освіта, безпартійний      | 26.03.2006   | 31.10.2010      |
| Лукомський Ярослав Степанович | Сільський голова, 1964 року народження, освіта вища, безпартійний | 31.10.2010   | 31.10.2015      |

Примітка: таблиця складена за даними джерела

### Депутати
Результати місцевих виборів 2010 року за даними ЦВК
| № зп                                                | № округу                                            | Прізвище, ім'я, по батькові                         | Дата визнання обраним                               | Відомості про обраного депутата                     |
| Політична партія Всеукраїнське об'єднання «Свобода» | Політична партія Всеукраїнське об'єднання «Свобода» | Політична партія Всеукраїнське об'єднання «Свобода» | Політична партія Всеукраїнське об'єднання «Свобода» | Політична партія Всеукраїнське об'єднання «Свобода» |
| Самовисування                                       | Самовисування                                       | Самовисування                                       | Самовисування                                       | Самовисування                                       |
| --------------------------------------------------- | --------------------------------------------------- | --------------------------------------------------- | --------------------------------------------------- | --------------------------------------------------- |